# 土肥美帆
土肥 美帆（どい みほ、1971年 - ）は、日本の動物写真家。北海道登別市出身。既婚。

## 人物・来歴
2008年、猫と暮らし始めたことを機に、被写体が猫中心になる。2016年、日本写真家協会主催2016JPS展文部科学大臣賞、2017年第65回ニッコールフォトコンテスト大賞（モノクロームの部）を受賞。
2015年、2016年、アサヒカメラ主催岩合光昭ネコ写真コンテスト連覇、その他受賞多数。
2024年から、読売新聞オンラインの猫学（ニャンコロジー）のコーナーで、『ボス猫・ケンジと愉快な仲間たち』を連載中。

## 作品

### 写真集
- 河出書房新社
  - 『北に生きる猫』（2018年11月26日、ISBN 978-4-309-27986-2 ）
  - 『みんなケンジを好きになる』（2022年8月18日、ISBN 978-4-309-29212-0 ）
  - 『みんなケンジでご機嫌だべや』（2023年9月26日、ISBN 978-4-309-25712-9 ）